# Побитови операции в С
Побитови операции в езика за програмиране C са операции, които може да се извършат на битово ниво чрез използване на побитови оператори.
Побитовите операции си контрастират с тези от байтово ниво, които спрямо побитовите оператори се описват като техни логически допълнения – това са AND, OR и NOT операторите. Вместо да се изпълняват върху отделни битове, „байт-ниво“ операторито се изпълняват върху низове от осем бита (известни като байтове) наведнъж. Причината за това е, че байтът по правило е най-малката единица за адресируема памет (т.е. данни с уникален адрес на паметта.)
Това се отнася и за побитови оператори, което означава, че дори да работят само върху един бит, те не могат да приемат нищо по-малко от един байт за въвеждане.

## Побитови оператори
C предвижда шест оператора за битова манипулация
| Символ | Оператор                      |
| ------ | ----------------------------- |
| &      | побитово И (AND)              |
| \|     | побитово включващо ИЛИ (OR)   |
| ^      | побитово изключващо ИЛИ (XOR) |
| <<     | отместване наляво             |
| >>     | отместване надясно            |
| ~      | побитово НЕ (NOT) (унарно)    |

### Побитово AND „&“
| бит а | бит б | а & b (a И б) |
| ----- | ----- | ------------- |
| 0     | 0     | 0             |
| 0     | 1     | 0             |
| 1     | 0     | 0             |
| 1     | 1     | 1             |

Побитовият AND оператор е единствен амперсанд: &. Това е просто символ на AND, който извършва работата си върху битовете на операндите, а не върху истинната им стойност. Побитовият бинарен AND извършва логическия AND (както е показано в таблицата по-горе) на битовете във всяка позиция на число в двоична форма.
Например, работейки с байт (Тип char):
```
     11001000 &
     10111000 = 
     --------
     10001000
```

Най-значимият бит на първото число е 1 и този на второто число също е 1, така че най-значимият бит според резултата е 1; вторият най-значим бит, битът на второто число, е равен на нула, така че резултатът е 0.

### Побитово OR „|“
| бит а | бит б | а \| б (а или б) |
| ----- | ----- | ---------------- |
| 0     | 0     | 0                |
| 0     | 1     | 1                |
| 1     | 0     | 1                |
| 1     | 1     | 1                |

Подобно на побитовия AND, побитовият OR работи само на битово ниво. Резултатът от него е 1, ако някой от битовете му е единица, а нула само тогава, когато и двата бита са нули. Символът е '|', който може да бъде наречен тръба
```
   11001110
| 10011000
 = 11011110
```

### Побитово изключващо XOR „^“
| бит а | бит б | а ^ б (а XOR б) |
| ----- | ----- | --------------- |
| 0     | 0     | 0               |
| 0     | 1     | 1               |
| 1     | 0     | 1               |
| 1     | 1     | 0               |

Побитовият XOR (изключващото „или“) изпълнява логическата функция XOR, която е все едно добавяне на два бита и изхвърляне на носеното. Резултатът е нула само тогава, когато имаме две нули или две единици. XOR може да се използва за превключване на битове между 1 и 0. По този начин i = i ^ 1, когато е ползвано в цикъл, превключва стойността си между 1 и 0.

### Побитово NOT „~“ / допълнение (унарно)
| бит а | ~а (допълнение на а) |
| ----- | -------------------- |
| 0     | 1                    |
| 1     | 0                    |

Допълващото (~) или побитовото допълнение ни връща число, обратното по знак на даденото. По този начин, ние получаваме битовете разменени, за всеки бит със стойност 1 резултатът е 0 и обратно, за всеки бит 0 получаваме бит 1. Тази операция не бива да се бърка с логическото отрицание „!“.

## Оператори за изместване
Има два оператора за побитово изместване. Те са:
- Изместване вдясно (>>)
- Изместване вляво (<<)